# Liste der Biografien/Grec
Liste der Biografien |
Portal Biografien |
Personensuche
# |
A |
B |
C |
D |
E |
F |
G |
H |
I |
J |
K |
L |
M |
N |
O |
P |
Q |
R |
S |
T |
U |
V |
W |
X |
Y |
Z |
?
 
Ga |
Gb |
Gc |
Gd |
Ge |
Gf |
Gh |
Gi |
Gj |
Gk |
Gl |
Gm |
Gn |
Go |
Gp |
Gq |
Gr |
Gs |
Gu |
Gv |
Gw |
Gy |
Gz
 
Gra |
Grb–Grd |
Gre |
Grg |
Gri |
Grj |
Grk |
Grl |
Grm |
Gro |
Grs |
Gru |
Gry |
Grz
 
Grea |
Greb |
Grec |
Gred |
Gree |
Gref |
Greg |
Greh |
Grei |
Grek |
Grel |
Grem |
Gren |
Grep |
Gres |
Gret |
Greu |
Grev |
Grew |
Grey |
Grez
Die Liste der Biografien führt alle Personen auf, die in der deutschsprachigen Wikipedia einen Artikel haben. Dieses ist eine Teilliste mit 72 Einträgen von Personen, deren Namen mit den Buchstaben „Grec“ beginnt.

## Grec

### Greca
- Greca, Felice della (1625–1677), italienischer Architekt
- Greca, Rafael (* 1956), brasilianischer Politiker

### Grecc
- Grecco, Richard John (* 1946), kanadischer Geistlicher, römisch-katholischer Bischof von Charlottetown

### Grece
- Greceanîi, Zinaida (* 1956), moldauische Politikerin

### Grech
- Grech Delicata, Antonio (1823–1876), maltesischer römisch-katholischer Geistlicher, Bischof von Gozo
- Grech, Chris (* 1982), maltesischer Sänger
- Grech, Dominic (1950–2005), maltesischer Sänger und Komponist
- Grech, Joe (* 1934), maltesischer Schlagersänger und -komponist
- Grech, Joe (1954–2021), maltesischer Snooker- und English-Billiards-Spieler
- Grech, Joseph Angelo (1948–2010), maltesischer Geistlicher, Bischof von Sandhurst (Australien)
- Grech, Leandro (* 1980), argentinischer Fußballspieler
- Grech, Lino (1930–2013), maltesischer Regisseur, Schauspieler und Drehbuchautor
- Grech, Louis (* 1947), maltesischer Politiker (Malta Labour Party), MdEP
- Grech, Mario (* 1957), maltesischer Geistlicher, Kurienkardinal der römisch-katholischen Kirche
- Grech, Martin (* 1982), maltesisch-britischer Singer-Songwriter
- Grech, Prosper (1925–2019), maltesischer Theologe, römisch-katholischer Ordensgeistlicher und Kardinal
- Grech, Ric (1946–1990), britischer RockmusikerRic Grech (1946–1990)

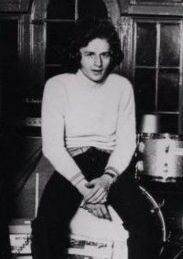
Ric Grech (1946–1990)

- Grechenig, Walter (* 1986), österreichischer Musiker und Komponist
- Grechi, Moacyr (1936–2019), brasilianischer Ordensgeistlicher und römisch-katholischer Erzbischof von Porto Velho
- Grechkin, Maksim (* 1996), israelisch-ukrainischer Fußballspieler
- Grechowa, Marija Tichonowna (1902–1995), sowjetische Physikerin und Hochschullehrerin
- Grechtler, Johann Georg von (1705–1780), österreichischer General-Feldwachtmeister, Geheimer Rat und Besitzer mehrerer Grundherrschaften
- Grechuta, Marek (1945–2006), polnischer Sänger und KomponistMarek Grechuta (1945–2006)

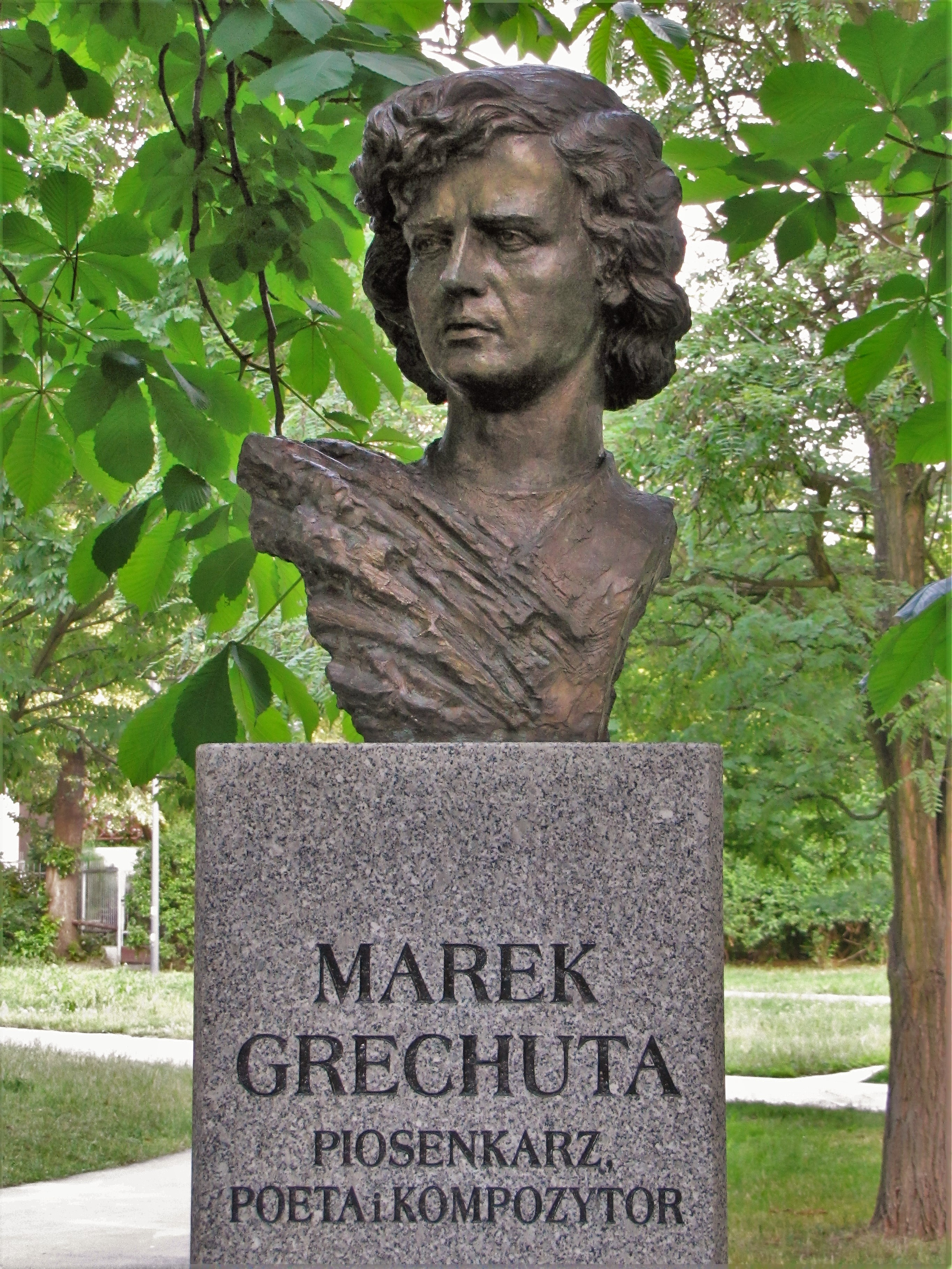
Marek Grechuta (1945–2006)

### Greci
- Greci, José (1940–2017), italienische Schauspielerin

### Greck
- Greck von Kochendorf, Johann Philipp Adam (1699–1735), Kammerjunker beim baden-durlachschen Erbprinzen Friedrich und Ortsherr von Kochendorf
- Greckoe (* 1986), griechischer Rapper
- Grecksch, Wilfried (* 1948), deutscher Mathematiker

### Greco
- Greco, Antonio (* 1923), bolivianischer Fußballspieler
- Greco, Buddy (1926–2017), amerikanischer Popsänger und Jazzpianist
- Greco, Carmelo, italienischer Koch
- Greco, Charles Pasquale (1894–1987), US-amerikanischer Geistlicher, Bischof von Alexandria
- Greco, Chris El (* 2000), griechischer DJ und Musikproduzent
- Greco, Daniele (* 1989), italienischer Leichtathlet
- Greco, Demetrio (* 1979), italienischer Fußballspieler
- Greco, Emanuele (* 1945), italienischer Archäologe, Direktor der Scuola Archeologica Italiana di Atene
- Greco, Emidio (1938–2012), italienischer Filmregisseur und Drehbuchautor
- Greco, Emilio (1913–1995), italienischer Bildhauer, Grafiker und Zeichner
- Greco, Franco Carmelo (1942–1998), italienischer Romanist, Italianist und Theaterwissenschaftler
- Greco, Gaetano († 1728), italienischer Musikpädagoge und Komponist
- Greco, Gioachino († 1634), italienischer Schachmeister
- Greco, Giovanni (* 1990), italienischer Badmintonspieler
- Greco, Giuseppe (* 1894), italienischer Mafioso
- Greco, Giuseppe (1952–2011), italienischer Filmregisseur und Drehbuchautor
- Greco, Giuseppe (1952–1985), italienischer Mafioso, Auftragsmörder und hochrangiges Mitglied der Sizilianischen Mafia
- Greco, John (* 1985), US-amerikanischer American-Football-Spieler
- Greco, José (1918–2000), italienischer Flamencotänzer und Choreopgraph
- Gréco, Juliette (1927–2020), französische Chansonsängerin und SchauspielerinJuliette Gréco (1927–2020)

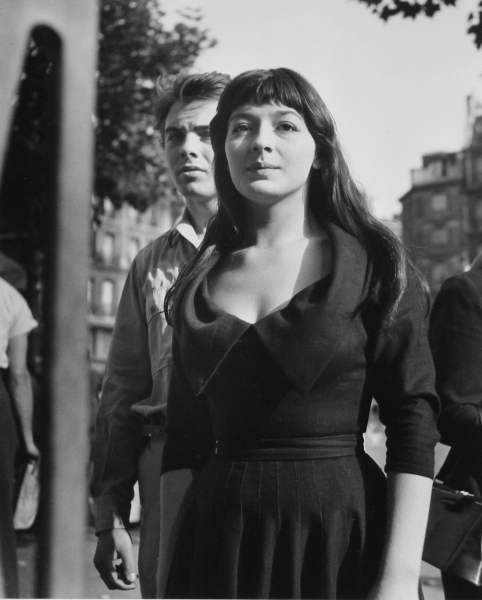
Juliette Gréco (1927–2020)

- Greco, Juliette (* 1981), deutsche Theater- und Fernsehschauspielerin
- Greco, Kasia (* 1971), österreichische Politikerin (ÖVP)
- Greco, Leandro (* 1986), italienischer Fußballspieler und -trainer
- Greco, Luís (* 1978), brasilianisch-deutscher Rechtswissenschaftler
- Greco, Marco (* 1963), brasilianischer Autorennfahrer
- Greco, Mario (* 1959), italienischer Versicherungsmanager
- Greco, Michele (1924–2008), italienischer Mafioso
- Greco, Pavel (* 1973), italienischer Schauspieler
- Greco, Riccardo (* 1987), deutscher Musicaldarsteller
- Greco, Salvatore (1923–1978), italienischer Mafioso
- Greco, Salvatore (* 1924), italienischer Mafioso (Sizilien)
- Greco, Salvatore (1927–1999), italienischer Mafioso
- Greco, Salvatore (* 1980), Schweizer Schauspieler mit italienischen Wurzeln
- Greco, Stephanie (* 1979), US-amerikanische Schauspielerin, Drehbuchautorin, Filmproduzentin und Yoga-Lehrerin
- Greco, Vicente (1888–1924), argentinischer Bandoneonist, Bandleader und Tangokomponist
- Grécourt, Jean-Baptiste de (1683–1743), französischer Dichter

### Grecs
- Grecsák, Károly (1854–1924), ungarischer Politiker, Jurist und Justizminister
- Grecsó, Krisztián (* 1976), ungarischer Schriftsteller

### Grecu
- Grecu, Andreea (* 1994), rumänische Bobsportlerin und Leichtathletin
- Grecu, Constantin (* 1988), rumänischer Fußballspieler
- Grecu, Dan (1950–2024), rumänischer Kunstturner
- Grecu, Răzvan (* 1999), rumänischer Dreispringer

### Grecz
- Greczkowski, Brandan (* 1977), US-amerikanischer Judoka
- Greczula (* 1992), schwedischer Sänger
- Greczyn, Alice (* 1986), US-amerikanische Schauspielerin